# Gottfried Semper
Gottfried Semper (Hamburg, 1803. november 29. – Róma, 1879. május 15.) német építész. 

## Élete
Gottfried Emanuel Semper és Johann Marie Paap gyermekeként született egy hamburgi bérház hátsó udvarán, a Neuen Wall 164. (ma 80–84.) szám alatt. 1806-ban családja Altonába költözött. 
Tanulmányait 1830-ban Franz Christian Gau vezetésével Párizsban végezte. Olasz- és görögországi utazásai után 1834-ben tanár lett a drezdai építészeti akadémián. 
1835. szeptember 1-jén nőül vette Bertha Thimmiget, akitől 1836 és 1848 között összesen hat gyermeke született. 1849-ben a forradalomban való részvétel miatt Párizsba, majd Londonba menekült. 1853-ban tanár volt a zürichi műszaki főiskolán, 1871-ben Bécsbe hívták. 
Utolsó éveit Olaszországban töltötte; Rómában is helyezték örök nyugalomra.
Építményei között kiemelendők: a drezdai udvari színház (1837-41); a zürichi műegyetem (1860-62); a bécsi Hofburg és a két udvari múzeum kiépítése (1871). 1892-ben Drezdában szobrot emeltek neki. 

## Irodalmi munkái
- Bemalte Architektur und Plastik bei den Alten (Altona, 1834)
- Die vier Elemente der Baukunst (Braunschweig, 1851)
- Der Styl in den technischen und tektonischen Künsten (klasszikai, esztetikai főműve, Frankfurt, 1860-63, 2 kötet, 2. kiadás Stuttgart, 1878)
- Die Anwendung der Farben in der Architektur und Plastik (1 füzet, Drezda, 1836)
- Über Polychromie und ihren Ursprung (Braunschweig, 1851)
- Kleine Schriften (kiadták fiai Manfréd és Hans, Berlin, 1884)
- Bauten, Entwürfe und Skizzen (kiadta fia Manfréd, Lipcse, 1881)

### Magyarul
- Tudomány, ipar és művészet. Valamint egyéb írások az építészetről, az iparművészetről és a művészeti oktatásról; vál., szerk., előszó Hans M. Wingler, ford., magyar kiad. előszó  Zádor Anna, utószó Wilhelm Mrazek, jegyz. Székely András; Corvina, Budapest, 1980